# Johnny Osbourne
Pour les articles homonymes, voir Johnny et Osbourne.
Johnny Osbourne, de son vrai nom Errol Osbourne, également surnommé Mr Budy Bye, est un chanteur de reggae jamaïcain né en 1948 à Kingston. Il a collaboré avec un grand nombre de producteurs (Coxsone, Jammy, Alvin 'GG' Ranglin, Jah Thomas) et reste un des très rares artistes jamaïcains à avoir traversé toutes les époques.

## Carrière
C’est en 1967 que Johnny Osbourne commence sa carrière en devenant le chanteur du groupe The Wildcats. Le groupe enregistre pour le producteur Winston Riley, mais aucun album ou chanson ne sortira de ses studios. Il faut pour cela attendre que le manager des Wildcats finance une session au Studio One de Coxsone Dodd, d’où sortira le single All I Have Is Love. En 1969, il enregistre à nouveau pour Riley et cette fois-ci un album sort de l’enregistrement : Come Back Darling. Une fois l'album achevé, Johnny émigra à Toronto au Canada pour rejoindre sa famille. Après avoir chanté avec de nombreux groupes de soul et de reggae, il devint le chanteur du groupe Ishan People et enregistra deux albums avec eux. Le groupe se sépara en 1979 et Osbourne décida alors de retourner en Jamaïque.
Peu après son retour, il enregistra les singles Forgive Them et Jealousy, Heartache and Pain pour le label Studio One. Vers la fin de l’année 1979 et au début de 1980, il intensifia sa collaboration avec Dodd pour aboutir au retentissant Truths And Rights. En 1979, il enregistra un single avec King Jammy (Prince Jammy), Folly Ranking, qui sera suivi par un album du même nom en 1980. Le succès de ces chansons fera d’Osbourne un chanteur très recherché sur l’île, ce qui se concrétisera par de nombreux singles comme Fally Lover, Innah Disco Style et Never Stop Fighting, entre 1980 et 1982. Le début d’année 1983 sera marquée par les hits Yo Yo et Lend Me A Chopper, puis par Water Pumping, une adaptation du Take It Easy d’Hopeton Lewis.
Le succès se poursuit en 1984 avec Get Cracking, Check For You, Rewind et en 1985 avec Buddy Bye, No Sound Like We et In The Area. La fin des années 1980 a été particulièrement fructueuse grâce à sa collaboration avec Bobby Digital et a vu la sortie de hits comme Good Time Rock (1988) et Rude Boy Skank (1988), lesquels seront inclus dans son album Rougher Than Them (1989). Durant les années 1980, il continua d’enregistrer pour Coxsone Dodd : Keep That Light, Unity et A We Run Things mais le second album, pourtant promis de longue date par Dodd, n’a jamais vu le jour.
En 2012, Johnny Osbourne fait son retour sur la scène reggae européenne où il participe aux principaux festivals. En 2014, on le retrouve sur l'album The Groove sessions vol3 des français Chinese Man.

## Discographie

### Albums
- 1970 - Come Back Darling
- 1979 - Truths And Rights
- 1980 - Fally Lover
- 1980 - Folly Ranking
- 1980-82 - Fally Lover - Never Stop Fighting
- 1981 - Warrior
- 1982 - In Nah Disco Style
- 1982 - Never Stop Fighting
- 1982 - Yoyo
- 1983 - Musical Chopper (aka Reggae On Broadway)
- 1983 - Water Pumping
- 1984 - Bring The Sensi Come (aka Bad Mama Jamma)
- 1984 - Dancing Time ; album showcase
- 1984 - Johnny Osbourne
- 1984 - Reality
- 1985 - Rock Me Rock Me
- 1985 -  Wicked (Michael Palmer Meets Johnny Osbourne)
- 1992 - Groovin'
- 1994 - Sexy Thing
- 2018 - World In A Crisis
- 2023 - Right Right Time (Baco Records)

### Compilations
Entre parenthèses l'année de sortie
- 1980-81 - 1980-1981 Vintage (Johnny Osbourne Meets The Roots Radics)
- 197X-8X - Live Good (2003)
- 198X-9X - Mr Budy Bye (1995) ; un bon best of de sa période dancehall (il manque ses titres Studio One).
- 198X - Nightfall Showcase (1997)
- 1972 - Ready Or Not (1973)
- 197X-9X - Triple Dons vol. 1 (Horace Andy & Johnny Osbourne & Frankie Paul)  (2003)
- 198X - Greensleeves Most Wanted (2008)

### SinglesStudio One
- After The Rain
- All I Have Is Love
- Come In A The Dance (Ting a Ling)
- Come Back Darling (nouvelle version)
- Dub Street (avec Earl 16 & Jennifer Lara)
- Forgive Them
- Jealousy Heartache and Pain
- Keep That Light
- Lend Me the Sixteen (Real Rock)
- Love Is Here To Stay
- Mr Sea
- Murderer (Heavenless)
- People a Watch Me
- Play play girl
- Rub a Dub Play
- Run Up Your Mouth (Run Run)
- Time A Run Out
- Unity (Heavenless)
- Water more than Flour (Solomon)
- How Can I Be Sure (avec Devon Russell)
- Groovy Kind Of Love
- A We Run Things
- Groovy Kind Of Christmas
- Christmas Stylee (Please Be True - Singjay Stylee)
- Christmas Medley (avec Jennifer Lara - Please Be True)
- Merry Christmas (I Hold The Handle)

En italique entre parenthèses le nom du riddim original.